# 翁彥國

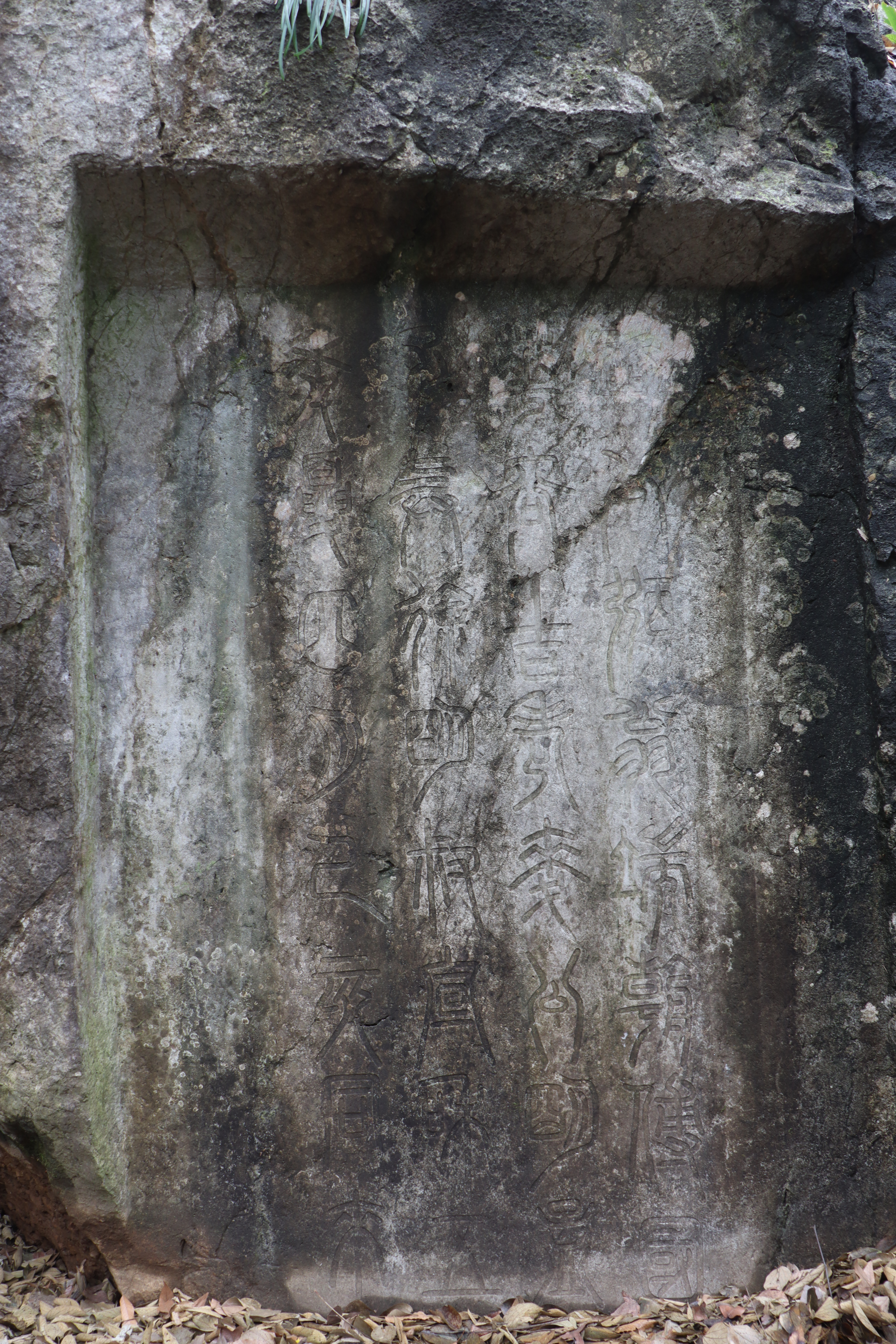
翁彥國與路允迪等人在飛來峰香林洞的題名，翁的名字在最右側一行“翁端朝”

翁彥國（?—1127），字端朝，崇安（今福建武夷山市）人。宋朝政治人物。
翁仲通之子，兄翁彥約、翁彥深皆有文名。歷官江寧府兼江南東、西路經制使。宋徽宗赏赐臣僚第宅，造成大量的民戶被强制拆迁，“暴露怨咨”，翁彦国斥為“殊非盛世所宜有”。南宋時任江淮经制使。建炎元年七月致仕。八月，起復朝散大夫，不久亡。